# Mary Alice McWhinnie
Mary Alice McWhinnie, née le 10 août 1922 à Chicago en Illinois et mort le 17 mars 1980 à Downers Grove en Illinois, est une biologiste américaine enseignant à l'université DePaul et une des autorités mondiales en ce qui concerne le krill. Elle est la première femme à être allée pendant deux mois dans les eaux de l'Antarctique à bord du USNS Eltanin (T-AK-270), un bateau de recherche de la National Science Foundation (NSF). La NSF finit par l'autoriser à passer l'hiver à la Base antarctique McMurdo et, en 1974, elle est devenue la première femme américaine à être la responsable scientifique d'une station de recherche en Antarctique.